# Fontaine de la cour du 15 rue du Louvre
La fontaine de la cour du 15 rue du Louvre est située dans la cour du no 15 rue du Louvre, appelé aussi Cour des Fermes, dans le 1er arrondissement de Paris.

## Historique
La construction de cette fontaine remonte à 1891.

## Description
La fontaine placée au centre de la cour pavée entourée des immeubles cossus possède une structure ancienne du début du XXe siècle. Une colonne en pierre carrée peu sculptée, se dresse au milieu d'une petite vasque circulaire. La tête de la colonne est ornée des sculptures en rubans et se termine par deux carrés superposés, surmontés d'un cône de fer posé sur une base ronde. 
Les ornements modernes en aluminium en forme des masques de théâtre ont été ajoutés entre la vasque et le bassin quadrilobé à la base du piédouche. Sur les quatre figures, deux représentent des visages tristes et les deux autres des visages gais. Ces ornements contemporains aux lignes très épurées contrastent avec l'ensemble au caractère ancien et d'inspiration plus classique.

## Galerie

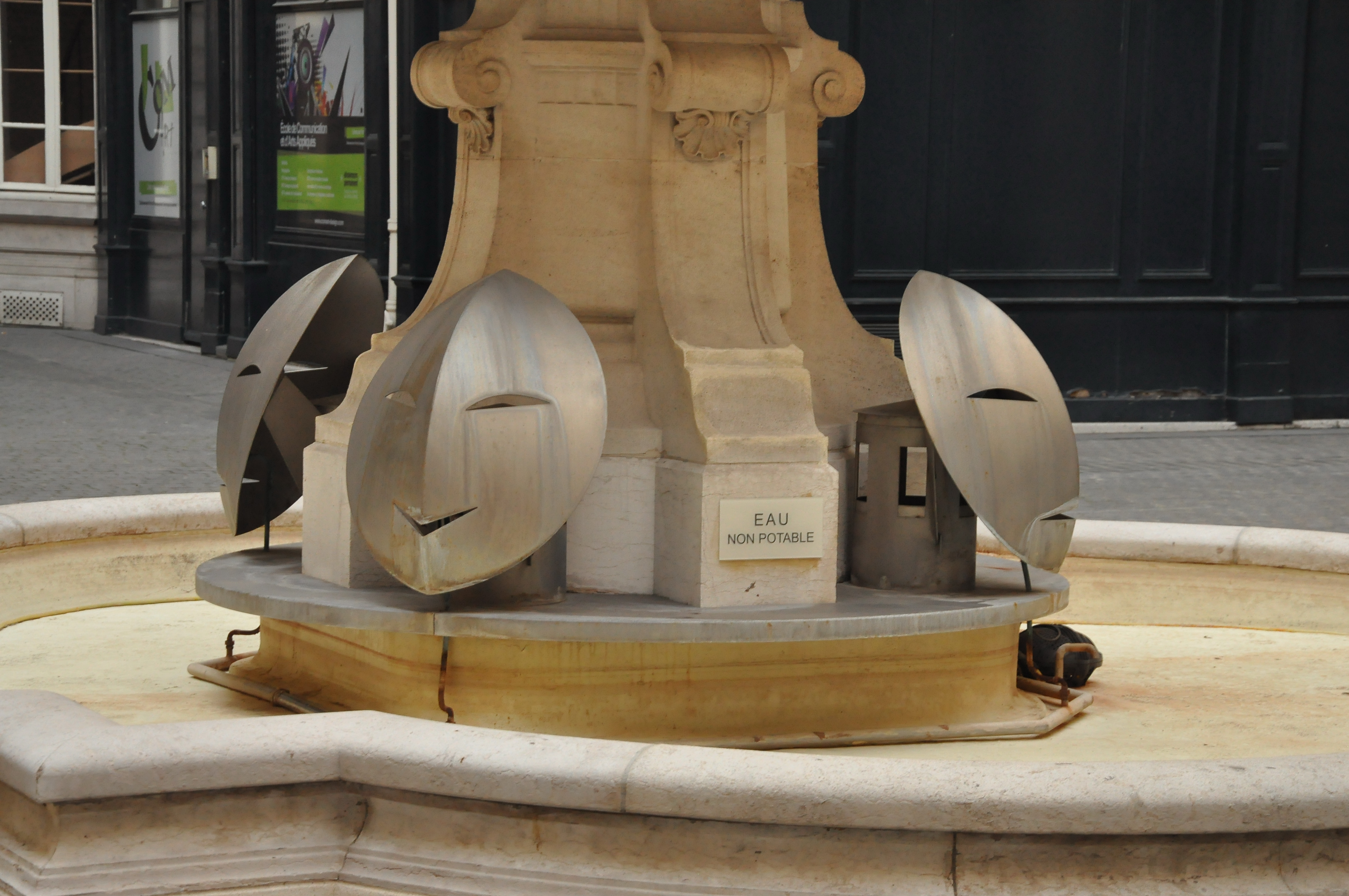
Détail des masques.
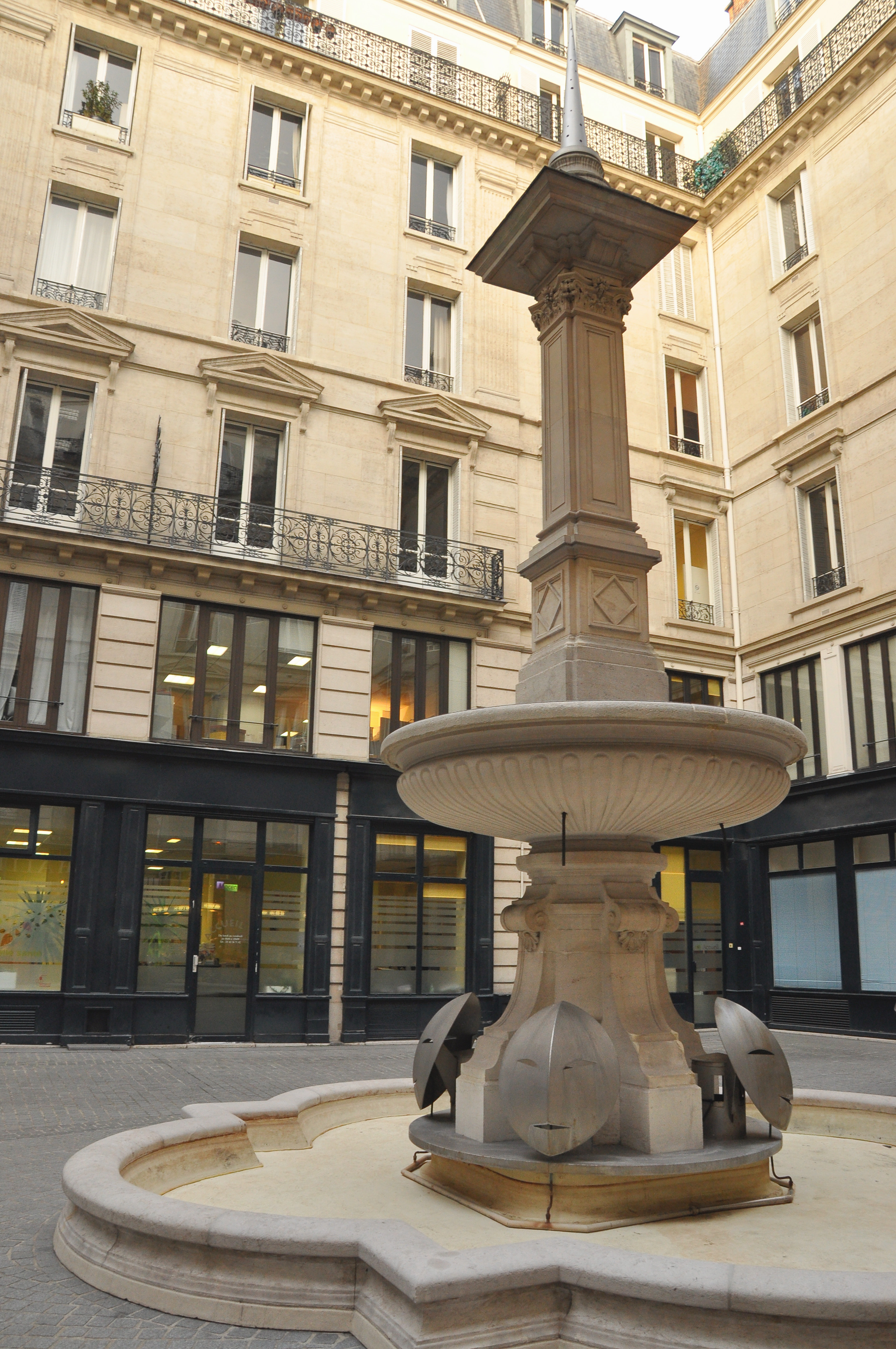
Vue d'ensemble.
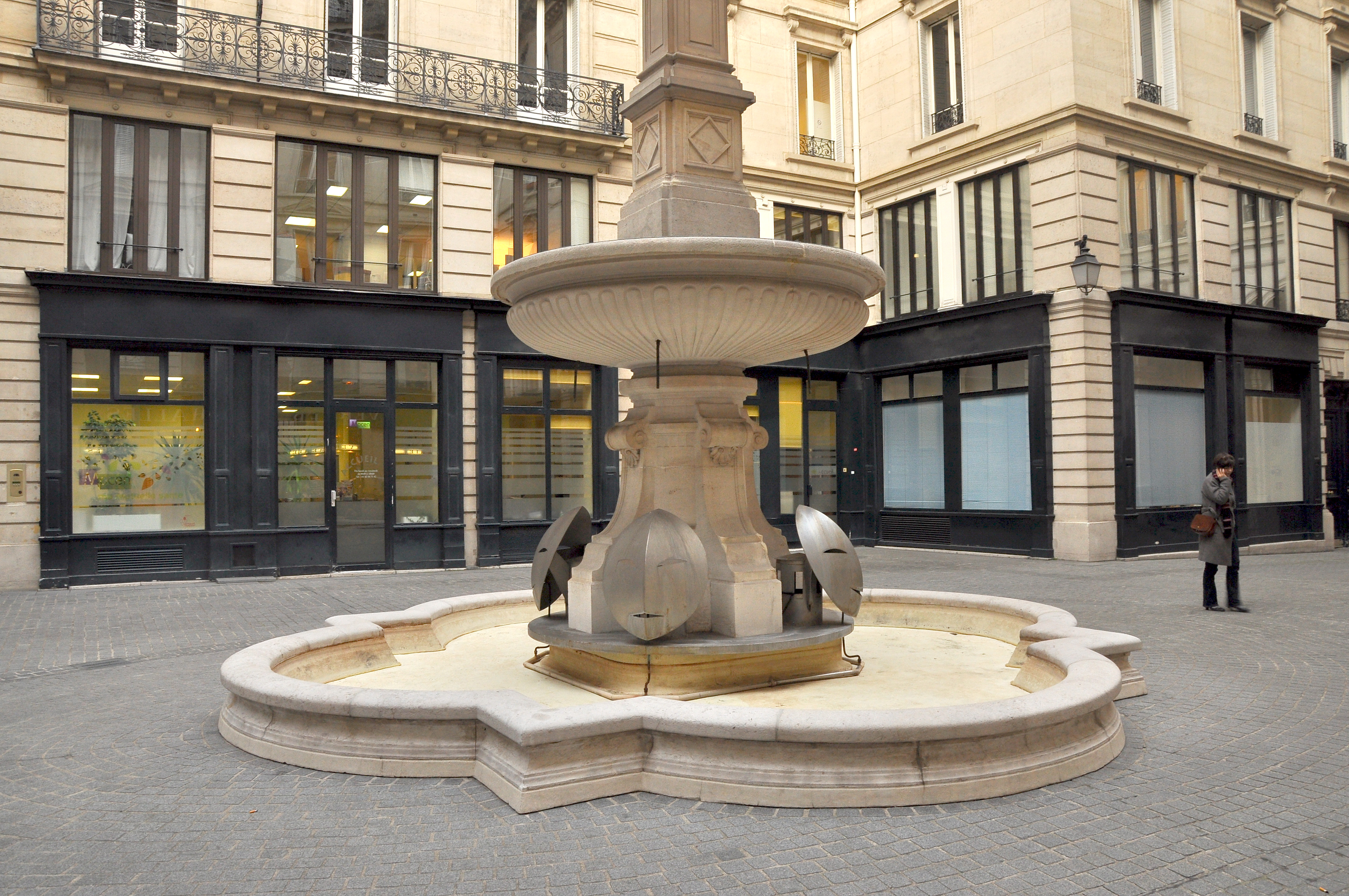
Partie basse de la fontaine.